# Том и Джери: Завръщане в Оз
„Том и Джери: Завръщане в Оз“ (на английски: Tom and Jerry: Back to Oz) е американски анимационен филм от 2016 г. с участието на Том и Джери, продуциран от Warner Bros. Animation, режисиран от Спайк Брандт и по сценарий на Пол Дини, като анимацията се извършва от Digital eMation. Това е последният филм за директно към видео на поредицата „Том и Джери“, който е разпространен от Warner Home Video в международен план. Филмът е продължение на анимационния филм от 2011 г. „Том и Джери и Магьосникът от Оз“ (Tom and Jerry and the Wizard of Oz). Това е и първото продължение на филмовата поредица директно към видео от поредицата „Том и Джери“. Бендж Пасек и Джъстин Пол написаха 5 нови оригинални песни за този филм в техния дебют за писането на песните. Това е последната озвучаваща роля на Джо Аласки, който почина четири месеца преди излизането на филма и е посветен на паметта му.

## Озвучаващ състав
| Изпълнител             | Персонаж                                     |
| ---------------------- | -------------------------------------------- |
| Грей Грифин            | Дороти Гейл                                  |
| Джейсън Александър     | Г-н Биб                                      |
| Ейми Пембъртън         | Вокалния глас на Дороти Кралицата на мишките |
| Джо Аласки             | Магьосникът от Оз Бъч Друпи                  |
| Майкъл Гоф             | Плашилото (Хънк)                             |
| Роб Полсън             | Тенекиения човек (Хикори)                    |
| Тод Сташуик            | Страхливия лъв (Зийк)                        |
| Франсис Конрой         | Леля Ем Глинда                               |
| Лорейн Нюман           | Злата вещица от запад                        |
| Стивън Рут             | Чичо Хенри                                   |
| Кат Суси               | Тъфи Трактор                                 |
| Андреа Мартин          | Гладния тигър                                |
| Джеймс Монро Айгълхарт | Джитърбъг (Калвин Карни)                     |
| Спайк Брандт           | Котаракът Том Джери Мишока Спайк             |

## Рецензия
Рене Шонфелд от Common Sense Media го оцени с 3 от 5 звезди, като каза: „Смесвайки солидни нови музикални номера със старите любими на Оз и включващи изобретателни нови герои, Спайк Бранд, Тони Сервоне и компания направиха това продължение забавно и оригинално“.

## В България
В България филмът е излъчен на 13 май 2021 г. по bTV Comedy, с разписание четвъртък от 10:00 ч. с български войсоувър дублаж на Саунд Сити Студио. Екипът се състои от:
| Озвучаващи артисти  | Яна Огнянова Петя Миладинова Христо Бонин Кирил Ивайлов Иван Танев |
| Преводач            | Виолета Георгиева                                                  |
| Тонрежисьор         | Светослав Димитров                                                 |
| Режисьор на дублажа | Тодор Георгиев                                                     |